# ایفاتسی
ایفاتسی (به لاتین: Ifatsy) یک منطقهٔ مسکونی در ماداگاسکار است که در وهیپنو واقع شده‌است. ایفاتسی ۱۵٬۰۰۰ نفر جمعیت دارد و ۲۰ متر بالاتر از سطح دریا واقع شده‌است.